# MW (manga)
MW (ムウ?, Mu U) è un manga scritto e disegnato da Osamu Tezuka nel 1976 e pubblicato in Giappone fino al 1978 sulla rivista Big Comic, della casa editrice Shogakukan.
Nel 2009 ne sono stati realizzati due adattamenti live action: una pellicola  cinematografica con Hiroshi Tamaki ed un film TV con Takeru Satō, entrambi diretti da Hitoshi Iwamoto, intitolati rispettivamente MW e MW Chapter 0: Akuma no Game.
Nella storia sono presenti riferimenti a Oscar Wilde.

## Trama
Sotto l'acronimo MW si cela il nome di una potentissima arma chimica sperimentale, prodotta dall'esercito americano e testata durante la Guerra del Pacifico, nel Sud-Est Asiatico. La fuoriuscita accidentale di questo gas provocò la morte di tutti gli abitanti dell'isola di Okino Mafune, dove l'arma era segretamente stoccata. Il governo giapponese, di comune accordo con l'esercito americano, mise a tacere l'accaduto, comprando il silenzio di coloro che ne erano a conoscenza. Erano, infatti, convinti che ogni traccia dei loro crimini fosse stata cancellata, ma ignoravano che in realtà due bambini fossero sfuggiti a quell'ecatombe. Iwao Garai e Michio Yuki, gli unici sopravvissuti alla nube tossica, sono i due protagonisti di questa storia che si svolge circa 15 anni dopo i fatti di Okino Mafune.